# Fur Seal Creek
Koordinaten: 53° 3′ S, 73° 39′ O
Der Fur Seal Creek (englisch für Pelzrobbenbach) ist ein Bach auf der Insel Heard im südlichen Indischen Ozean. Er fließt parallel und südwestlich einer Seitenmoräne südöstlich der Compton-Lagune zum nordwestlichen Ende des Fairchild Beach, wo er ins Meer mündet.
Die Mündung des Bachs ist Standort der größten Pelzrobbenkolonie auf Heard, was ihm seinen Namen gab.